# Hebron (Newfoundland en Labrador)
Hebron is een voormalige missiepost in het uiterste noorden van de Canadese regio Labrador. De Moravische Broeders begonnen in 1829 met de bouw van de missie om de Inuit uit de streek te evangeliseren. Sinds de sluiting in 1959 is het een spookdorp dat vanwege zijn historisch belang echter geregeld door toeristen bezocht wordt. 

## Geschiedenis
De Moravische Broeders richtten in 1771 te Nain hun eerste missiepost in Labrador op. In 1829 stichtten ze Hebron op een locatie 200 km ten noorden van Nain, te midden van toendragebied. In 1837 was Hebron klaar om bewoond te worden en was het daarmee de meest noordelijke nederzetting in de provincie. Honderden Inuit vestigden zich in de nieuwe nederzetting, alwaar de Broeders hen evangeliseerden. Hebron werd onder leiding van de Evangelische Broedergemeente echter ook een medisch, administratief en juridisch centrum.
Het leven te Hebron was zwaar, met zich geregeld voordoende uitbraken van kinkhoest, griep en pokken. De nederzetting werd vooral zeer zwaar getroffen door de Spaanse griep. De ziekte brak er uit in november 1919 en verspreidde zich er razendsnel. Op tien dagen tijd kwamen 84 van de naar schatting 100 Inuit die er toen woonden om het leven.

### Sluiting van Hebron
In 1955 werden de slechte levensomstandigheden aangeklaagd door de International Grenfell Association. Na een akkoord met de Moravische Broeders werd er in 1959 beslist om het dorp te ontvolken en de inwoners te hervestigen naar grotere, zuidelijker gelegen plaatsen in Labrador. Dit gebeurde zonder enige inspraak van de 58 huishoudens die toen op de site woonden. Tegen eind 1959 was Hebron een spookdorp geworden. Sindsdien is Nain de meest noordelijke permanente nederzetting in de provincie.

### Na de sluiting
In 1976 werd de plaats erkend als National Historic Site of Canada, vanwege haar belang in de geschiedenis van evangelisatie van de Inuit en als goed voorbeeld van een Moravische missiepost. Ze wordt geregeld aangedaan door toeristen, onder andere door cruiseschepen die er halt houden op weg naar het nationaal park Torngat Mountains.
In 2005 bood Danny Williams, de premier van Newfoundland en Labrador, formeel zijn excuses aan voor de gedwongen hervestiging van de Inuit van de missieposten van Hebron en Nutak. De excuses vonden plaats in het kader van de oprichting van Nunatsiavut, een autonome regio voor de Inuit die zich uitstrekt over het noorden en noordoosten van Labrador.